# Đội tuyển bóng đá nữ quốc gia Thái Lan
Đội tuyển bóng đá nữ quốc gia Thái Lan (tiếng Thái: ฟุตบอลหญิงทีมชาติไทย, RTGS: futbon ying thim chat thai) là đội tuyển bóng đá nữ đại diện cho Thái Lan và do Hiệp hội bóng đá Thái Lan (FAT) điều hành.
Tuyển nữ Thái Lan ít nhiều thống trị khu vực với 4 lần vô địch AFF Cup và 5 lần vô địch SEA Games. Họ cũng hai lần liên tiếp giành quyền chơi vòng chung kết giải vô địch bóng đá nữ thế giới với lần đầu tiên là vào năm 2015.
Đại diện nữ của Thái Lan từng đăng quang giải vô địch bóng đá nữ châu Á năm 1983 và cho đến nay đó là lần duy nhất một đội bóng cấp quốc gia của Thái Lan vô địch một giải đấu châu lục.

## Đội ngũ kỹ thuật
| Tên                   | Vai trò                  |
| --------------------- | ------------------------ |
| Anthony Hudson        | Giám đốc kỹ thuật        |
| Ikeda Futoshi         | Huân luyện viên trưởng   |
| Konno Yuiko           | Trợ lí huấn luyện viên   |
| Yoshiaki Nagai        | Trợ lí huấn luyện viên   |
| Thanachai Sahasachot  | Huấn luyện viên thể hình |
| Worawut Tipsakwarakul | Huấn luyện viên thủ môn  |

### Lịch sử
Bên dưới là những cái tên từng đảm nhiệm công việc huấn luyện tuyển nữ Thái Lan từ năm 1999 tới nay.
- Chana Yodprang, Veera Pincharoen (1999–2000)
- Charnwit Polcheewin, Niya Boonprasit (2001)
- Niya Boonprasit (2003)
- Charnwit Polcheewin (2004)
- Supon Yapapa (2005–2008)
- Freddy Marrinho (2009)
- Jatuporn Pramualban (2010)
- Piyakul Kaewnamkang (2011–2012)
- Jatuporn Pramualban (2013)
- Nuengruethai Sathongwien (2014–2015)
- Spencer Prior (2016–2017)
- Nuengruethai Sathongwien (2017–2019)[5]
- Naruphol Kaenson (2019–2021)
- Okamoto Miyo (2021–2023)
- Naruphol Kaenson (2023–2024)
- Nuengruethai Sathongwien (2024–2025)
- Ikeda Futoshi (2025–nay)

### Cựu quản lý
- Nualphan Lamsam (2007–2019)

Nói về quyết định nhận lời mời của Chủ tịch FAT Worawi Makudi để trở thành trưởng đoàn bóng đá nữ, nữ doanh nhân Nualphan Lamsam lúc đó cho biết mình không phải cầu thủ, cũng không có nhiều kiến thức về bóng đá nên tỏ ra khá do dự. Tuy nhiên, khi gặp các cầu thủ nữ, bà thấy có cảm tình và quyết định nhận trách nhiệm mới. Theo ước tính của truyền thông Thái Lan, trong 6 năm từ 2009 đến 2015, thời điểm tuyển nữ Thái Lan lần đầu tham dự World Cup, nữ tỷ phú sinh năm 1966 đã đầu tư khoảng 100 triệu bạt nhằm nâng tầm đội nhà. Không chỉ đầu tư tiền của, Lamsam còn là con người ân cần, chu đáo và dành nhiều thời gian quan tâm tới đời sống tinh thần các cầu thủ. Những cầu thủ nữ Thái Lan sau khi giải nghệ cũng được bà thu xếp công ăn, việc làm để giúp họ cũng như nhiều cầu thủ khác có thể yên tâm cống hiến cho đội tuyển. Với sự tận tâm và chu đáo của mình, Lamsam được các cầu thủ gọi với cái tên thật mật là "Madam Pang". Kết thúc hành trình tại World Cup 2019, "Madam Pang" đã tuyên bố chia tay đội tuyển Thái Lan sau 12 năm gắn bó.

## Thành tích
Đội tuyển nữ Thái Lan đã thi đấu quốc tế từ những năm 1970, nhưng cho đến sau trận gặp Đài Loan tháng 10 năm 1981 thì những trận đấu trước đó không có trong danh mục theo dõi của FIFA.

### Cấp thế giới
Lần đầu tham dự vòng chung kết World Cup vào năm 2015, Thái Lan suýt vượt qua vòng bảng khi đứng thứ ba với ba điểm sau chiến thắng Bờ Biển Ngà 3–2 cùng hai trận thúc thủ trước Đức và Na Uy, tuy nhiên, họ lại kém đội ở bảng D là Thụy Điển về chỉ số xếp hạng đội đứng thứ ba. Lần thứ hai tham dự vào năm 2019, đội không có kết quả tốt như lần đầu, bị loại mà không có được điểm nào và còn thua Hoa Kỳ trận mở màn với tỷ số đậm kỷ lục của giải đấu này là 0–13 cũng như để thua Chile, đối thủ kém mình 5 bậc trên bảng xếp hạng FIFA khi ấy.
| 1991 | Không vượt qua vòng loại | Không vượt qua vòng loại | Không vượt qua vòng loại | Không vượt qua vòng loại | Không vượt qua vòng loại | Không vượt qua vòng loại | Không vượt qua vòng loại |
| 1995 | Không tham dự            | Không tham dự            | Không tham dự            | Không tham dự            | Không tham dự            | Không tham dự            | Không tham dự            |
| 1999 | Không tham dự            | Không tham dự            | Không tham dự            | Không tham dự            | Không tham dự            | Không tham dự            | Không tham dự            |
| 2003 | Không vượt qua vòng loại | Không vượt qua vòng loại | Không vượt qua vòng loại | Không vượt qua vòng loại | Không vượt qua vòng loại | Không vượt qua vòng loại | Không vượt qua vòng loại |
| 2007 | Không vượt qua vòng loại | Không vượt qua vòng loại | Không vượt qua vòng loại | Không vượt qua vòng loại | Không vượt qua vòng loại | Không vượt qua vòng loại | Không vượt qua vòng loại |
| 2011 | Không vượt qua vòng loại | Không vượt qua vòng loại | Không vượt qua vòng loại | Không vượt qua vòng loại | Không vượt qua vòng loại | Không vượt qua vòng loại | Không vượt qua vòng loại |
| 2015 | Vòng bảng                | 3                        | 1                        | 0                        | 2                        | 3                        | 10                       |
| 2019 | Vòng bảng                | 3                        | 0                        | 0                        | 3                        | 1                        | 20                       |
| 2023 | Không vượt qua vòng loại | Không vượt qua vòng loại | Không vượt qua vòng loại | Không vượt qua vòng loại | Không vượt qua vòng loại | Không vượt qua vòng loại | Không vượt qua vòng loại |
| 2027 | Không vượt qua vòng loại | Không vượt qua vòng loại | Không vượt qua vòng loại | Không vượt qua vòng loại | Không vượt qua vòng loại | Không vượt qua vòng loại | Không vượt qua vòng loại |
| Tổng | Vòng bảng                | 6                        | 1                        | 0                        | 5                        | 4                        | 30                       |

| Thế vận hội   | Thế vận hội              | Thế vận hội              | Thế vận hội              | Thế vận hội              | Thế vận hội              | Thế vận hội              | Thế vận hội              |
| Năm           | Kết quả                  | ST                       | T                        | H                        | B                        | BT                       | BB                       |
| ------------- | ------------------------ | ------------------------ | ------------------------ | ------------------------ | ------------------------ | ------------------------ | ------------------------ |
| 1996 tới 2028 | Không vượt qua vòng loại | Không vượt qua vòng loại | Không vượt qua vòng loại | Không vượt qua vòng loại | Không vượt qua vòng loại | Không vượt qua vòng loại | Không vượt qua vòng loại |
| Tổng          |                          | -                        | 0                        | 0                        | 0                        | 0                        | 0                        |

### Cấp châu Á
Là một thế lực của bóng đá nữ châu Á vào những năm tiên khởi, Thái Lan đoạt ngôi á quân cả ba lần đầu tiên dự giải vô địch châu Á trước khi chính thức xưng vương ngay trên sân nhà Băng Cốc tại giải đấu mà họ đăng cai năm 1983 với chiến thắng 3–0 trước Ấn Độ. Hầu hết những vòng chung kết châu lục các năm sau đó Thái Lan đều góp mặt nhưng không vượt qua được vòng bảng cho tới kỳ Asian Cup 2014, giải đấu mà họ đánh bại chủ nhà Việt Nam trong trận đấu tranh hạng năm cũng là trận tranh tấm vé dự World Cup 2015. Sau chiến tích đó, Hiệp hội bóng đá Thái Lan thông báo muốn đầu tư thêm cho việc xây dựng "thế hệ vàng đầu tiên" của bóng đá nữ Thái Lan, những nữ cầu thủ vốn không được dư luận Thái quan tâm như những đồng nghiệp nam.
| Asian Cup | Asian Cup                | Asian Cup                | Asian Cup                | Asian Cup                | Asian Cup                | Asian Cup                | Asian Cup                |
| Năm       | Kết quả                  | ST                       | T                        | H                        | B                        | BT                       | BB                       |
| --------- | ------------------------ | ------------------------ | ------------------------ | ------------------------ | ------------------------ | ------------------------ | ------------------------ |
| 1975      | Á quân                   | 4                        | 3                        | 0                        | 1                        | 10                       | 5                        |
| 1977      | Á quân                   | 4                        | 3                        | 0                        | 1                        | 8                        | 3                        |
| 1979      | Không vượt qua vòng loại | Không vượt qua vòng loại | Không vượt qua vòng loại | Không vượt qua vòng loại | Không vượt qua vòng loại | Không vượt qua vòng loại | Không vượt qua vòng loại |
| 1981      | Á quân                   | 5                        | 3                        | 0                        | 2                        | 6                        | 8                        |
| 1983      | Vô địch                  | 6                        | 6                        | 0                        | 0                        | 25                       | 1                        |
| 1986      | Hạng 3                   | 5                        | 4                        | 0                        | 1                        | 15                       | 5                        |
| 1989      | Vòng bảng                | 3                        | 0                        | 0                        | 3                        | 1                        | 12                       |
| 1991      | Vòng bảng                | 3                        | 1                        | 1                        | 1                        | 4                        | 10                       |
| 1993      | Không tham dự            | Không tham dự            | Không tham dự            | Không tham dự            | Không tham dự            | Không tham dự            | Không tham dự            |
| 1995      | Vòng bảng                | 2                        | 1                        | 0                        | 1                        | 3                        | 4                        |
| 1997      | Không tham dự            | Không tham dự            | Không tham dự            | Không tham dự            | Không tham dự            | Không tham dự            | Không tham dự            |
| 1999      | Vòng bảng                | 4                        | 2                        | 0                        | 2                        | 6                        | 10                       |
| 2001      | Vòng bảng                | 4                        | 2                        | 0                        | 2                        | 5                        | 9                        |
| 2003      | Vòng bảng                | 4                        | 2                        | 0                        | 2                        | 6                        | 21                       |
| 2006      | Vòng bảng                | 4                        | 1                        | 0                        | 3                        | 2                        | 26                       |
| 2008      | Vòng bảng                | 3                        | 0                        | 0                        | 3                        | 1                        | 11                       |
| 2010      | Vòng bảng                | 3                        | 1                        | 0                        | 2                        | 2                        | 7                        |
| 2014      | Hạng 5                   | 4                        | 2                        | 0                        | 2                        | 4                        | 13                       |
| 2018      | Hạng 4                   | 5                        | 2                        | 1                        | 2                        | 12                       | 11                       |
| 2022      | Tứ kết                   | 4                        | 1                        | 0                        | 3                        | 5                        | 10                       |
| 2026      | Không vượt qua vòng loại | Không vượt qua vòng loại | Không vượt qua vòng loại | Không vượt qua vòng loại | Không vượt qua vòng loại | Không vượt qua vòng loại | Không vượt qua vòng loại |
| 2029      | Chưa xác định            | Chưa xác định            | Chưa xác định            | Chưa xác định            | Chưa xác định            | Chưa xác định            | Chưa xác định            |
| Tổng      | Vô địch                  | 62                       | 31                       | 1                        | 29                       | 103                      | 155                      |

| Á vận hội     | Á vận hội     | Á vận hội     | Á vận hội     | Á vận hội     | Á vận hội     | Á vận hội     | Á vận hội     |
| Năm           | Kết quả       | ST            | T             | H             | B             | BT            | BB            |
| ------------- | ------------- | ------------- | ------------- | ------------- | ------------- | ------------- | ------------- |
| 1990 tới 1994 | Không tham dự | Không tham dự | Không tham dự | Không tham dự | Không tham dự | Không tham dự | Không tham dự |
| 1998          | Vòng bảng     | 3             | 0             | 1             | 2             | 1             | 22            |
| 2002          | Không tham dự | Không tham dự | Không tham dự | Không tham dự | Không tham dự | Không tham dự | Không tham dự |
| 2006          | Vòng bảng     | 3             | 1             | 0             | 2             | 5             | 11            |
| 2010          | Vòng bảng     | 2             | 0             | 0             | 2             | 0             | 6             |
| 2014          | Tứ kết        | 4             | 2             | 0             | 2             | 21            | 7             |
| 2018          | Tứ kết        | 3             | 0             | 0             | 3             | 2             | 10            |
| 2022          | Tứ kết        | 3             | 1             | 0             | 2             | 1             | 5             |
| 2026          | Chưa xác định | Chưa xác định | Chưa xác định | Chưa xác định | Chưa xác định | Chưa xác định | Chưa xác định |
| 2030          | Chưa xác định | Chưa xác định | Chưa xác định | Chưa xác định | Chưa xác định | Chưa xác định | Chưa xác định |
| 2034          | Chưa xác định | Chưa xác định | Chưa xác định | Chưa xác định | Chưa xác định | Chưa xác định | Chưa xác định |
| Tổng          | Tứ kết        | 18            | 4             | 1             | 13            | 30            | 61            |

### Cấp khu vực
| Giải vô địch bóng đá nữ Đông Nam Á | Giải vô địch bóng đá nữ Đông Nam Á | Giải vô địch bóng đá nữ Đông Nam Á | Giải vô địch bóng đá nữ Đông Nam Á | Giải vô địch bóng đá nữ Đông Nam Á | Giải vô địch bóng đá nữ Đông Nam Á | Giải vô địch bóng đá nữ Đông Nam Á | Giải vô địch bóng đá nữ Đông Nam Á |
| Năm                                | Kết quả                            | ST                                 | T                                  | H                                  | B                                  | BT                                 | BB                                 |
| ---------------------------------- | ---------------------------------- | ---------------------------------- | ---------------------------------- | ---------------------------------- | ---------------------------------- | ---------------------------------- | ---------------------------------- |
| 2004                               | Không tham dự                      | Không tham dự                      | Không tham dự                      | Không tham dự                      | Không tham dự                      | Không tham dự                      | Không tham dự                      |
| 2006                               | Hạng 3                             | 3                                  | 1                                  | 1                                  | 1                                  | 6                                  | 6                                  |
| 2007                               | Á quân                             | 5                                  | 3                                  | 0                                  | 2                                  | 26                                 | 7                                  |
| 2008                               | Hạng 3                             | 5                                  | 3                                  | 0                                  | 2                                  | 22                                 | 4                                  |
| 2011                               | Vô địch                            | 5                                  | 5                                  | 0                                  | 0                                  | 22                                 | 4                                  |
| 2012                               | Hạng 3                             | 4                                  | 3                                  | 0                                  | 1                                  | 21                                 | 2                                  |
| 2013                               | Vòng bảng                          | 4                                  | 2                                  | 1                                  | 1                                  | 12                                 | 3                                  |
| 2015                               | Vô địch                            | 5                                  | 4                                  | 0                                  | 1                                  | 27                                 | 7                                  |
| 2016                               | Vô địch                            | 5                                  | 3                                  | 1                                  | 1                                  | 15                                 | 4                                  |
| 2018                               | Vô địch                            | 6                                  | 6                                  | 0                                  | 0                                  | 37                                 | 5                                  |
| 2019                               | Á quân                             | 6                                  | 5                                  | 0                                  | 1                                  | 31                                 | 4                                  |
| 2022                               | Á quân                             | 7                                  | 5                                  | 1                                  | 1                                  | 16                                 | 5                                  |
| 2025                               | Hạng 4                             | 5                                  | 2                                  | 0                                  | 3                                  | 16                                 | 6                                  |
| Tổng                               | Vô địch                            | 60                                 | 42                                 | 4                                  | 14                                 | 251                                | 57                                 |

| Đại hội Thể thao Đông Nam Á | Đại hội Thể thao Đông Nam Á | Đại hội Thể thao Đông Nam Á | Đại hội Thể thao Đông Nam Á | Đại hội Thể thao Đông Nam Á | Đại hội Thể thao Đông Nam Á | Đại hội Thể thao Đông Nam Á | Đại hội Thể thao Đông Nam Á |
| Năm                         | Kết quả                     | ST                          | T                           | H                           | B                           | BT                          | BB                          |
| --------------------------- | --------------------------- | --------------------------- | --------------------------- | --------------------------- | --------------------------- | --------------------------- | --------------------------- |
| 1985                        | Vô địch                     | 2                           | 2                           | 0                           | 0                           | 10                          | 0                           |
| 1995                        | Vô địch                     | 5                           | 4                           | 1                           | 0                           | 16                          | 3                           |
| 1997                        | Vô địch                     | 4                           | 4                           | 0                           | 0                           | 11                          | 3                           |
| 2001                        | Á quân                      | 5                           | 3                           | 1                           | 1                           | 9                           | 6                           |
| 2003                        | Á quân                      | 4                           | 2                           | 0                           | 2                           | 11                          | 8                           |
| 2005                        | Hạng 3                      | 4                           | 3                           | 0                           | 1                           | 14                          | 2                           |
| 2007                        | Vô địch                     | 4                           | 3                           | 1                           | 0                           | 18                          | 2                           |
| 2009                        | Á quân                      | 5                           | 2                           | 3                           | 0                           | 22                          | 5                           |
| 2013                        | Vô địch                     | 4                           | 3                           | 1                           | 0                           | 15                          | 4                           |
| 2017                        | Á quân                      | 4                           | 3                           | 1                           | 0                           | 13                          | 4                           |
| 2019                        | Á quân                      | 4                           | 2                           | 1                           | 1                           | 7                           | 3                           |
| 2021                        | Á quân                      | 5                           | 3                           | 1                           | 1                           | 12                          | 2                           |
| 2023                        | Hạng 3                      | 5                           | 4                           | 0                           | 1                           | 21                          | 4                           |
| 2025                        | Chưa xác định               | Chưa xác định               | Chưa xác định               | Chưa xác định               | Chưa xác định               | Chưa xác định               | Chưa xác định               |
| Tổng                        | Vô địch                     | 55                          | 38                          | 9                           | 7                           | 179                         | 46                          |

## Kết quả và lịch thi đấu
Sau đây là danh sách kết quả các trận đấu trong 12 tháng qua, cùng các trận đấu đã được lên lịch trong tương lai.
Chú thích
      Thắng
      Hòa
      Thua
      Lịch thi đấu

### 2024
| 6 tháng 4 Giao hữu | New Zealand | 4–0      | Thái Lan | Christchurch, New Zealand       |  |
| 09:00 UTC+7        |             | Chi tiết |          | Sân vận động: Rugby League Park |  |

| 9 tháng 4 Giao hữu | New Zealand | 0–0      | Thái Lan | Christchurch, New Zealand       |  |
| 13:00 UTC+7        |             | Chi tiết |          | Sân vận động: Rugby League Park |  |

| 4 tháng 8 Giao hữu | Thái Lan                                                    | 2–1 | Đài Bắc Trung Hoa | Băng Cốc, Thái Lan                                    |  |
| 18:00 UTC+7        | Kanchanathat Poomsri 85' (ph.đ.) · Parichat Thongrong 90+2' |     | Lee Yi-wei 71'    | Sân vận động: PAT Trọng tài: Lê Thị Phương (Việt Nam) |  |

| 23 tháng 10 Giao hữu | Thái Lan | 0–2 | Venezuela                                    | Thành phố México, México                 |  |
| --:--                |          |     | - Ysaura Viso 7' - Oriana Altuve 75' (ph.đ.) | Sân vận động: Centro de Alto Rendimiento |  |

| 30 tháng 10 Giao hữu | México                                                                    | 4–0 | Thái Lan | Toluca, México                     |  |
| 08:00 UTC+7          | - Christina Burkenroad 15' - Alice Soto 47', 90+2' - Maricarmen Reyes 88' |     |          | Sân vận động: Estadio Nemesio Díez |  |

### 2025
| 20 tháng 2 Pink Ladies Cup 2025 | Nga                                                                       | 3–1      | Thái Lan                | Al Hamriyah, UAE                             |  |
| 22:00 UTC+7                     | Natalia Morozova 15' · Darina Ishmukhametova 48' · Valentina Smirnova 67' | Chi tiết | Jiraporn Mongkoldee 35' | Sân vận động: Câu lạc bộ thể thao Al Hamriya |  |

| 23 tháng 2 Pink Ladies Cup 2025 | Thái Lan | 0–4      | Hàn Quốc                                                                | Al Hamriyah, UAE                             |  |
| 18:00 UTC+7                     |          | Chi tiết | - Lee Geum-min 24' - Choe Yu-ri 32' - Ji So-yun 45+2' - Moon Eun-ju 77' | Sân vận động: Câu lạc bộ thể thao Al Hamriya |  |

| 26 tháng 2 Pink Ladies Cup 2025 | Uzbekistan | 0–0 | Thái Lan | Al Hamriyah, UAE                             |  |
| 18:00 UTC+7                     |            |     |          | Sân vận động: Câu lạc bộ thể thao Al Hamriya |  |

| 5 tháng 4 Giải đấu quốc tế Vĩnh Xuyên | Zambia                                       | 2–3 | Thái Lan                                                                                 | Trùng Khánh, Trung Quốc                                      |  |
| 18:35 UTC+7                           | - Racheal Nachula 45' - Ochumba Lubandji 60' |     | - Thawanrat Promthongmee 36' - Karnjanathat Phomsri 69' - Saowalak Peng-ngam 73' (ph.đ.) | Sân vận động: Vĩnh Xuyên Trọng tài: Mu Ming-xin (Trung Quốc) |  |

| 8 tháng 4 Giải đấu quốc tế Vĩnh Xuyên | Trung Quốc                                                    | 5–1      | Thái Lan                   | Trùng Khánh, Trung Quốc                                  |  |
| 19:35 UTC+8                           | - Shao Zi-qin 2', 11', 83' - Zhang Xin 47' - Wang Ai-fang 84' | Chi tiết | - Karnjanathat Phomsri 48' | Sân vận động: Vĩnh Xuyên Trọng tài: Lê Thị Lý (Việt Nam) |  |

| 30 tháng 5 Giao hữu | Thái Lan | v | Nepal | Thái Lan |  |
|                     |          |   |       |          |  |

| 2 tháng 6 Giao hữu | Thái Lan | v | Nepal | Thái Lan |  |
|                    |          |   |       |          |  |

| 26 tháng 6 Vòng loại Cúp bóng đá nữ châu Á 2026 | Đông Timor | v | Thái Lan | Chiang Mai, Thái Lan |  |
|                                                 |            |   |          |                      |  |

| 29 tháng 6 Vòng loại Cúp bóng đá nữ châu Á 2026 | Thái Lan | v | Iraq | Chiang Mai, Thái Lan |  |
|                                                 |          |   |      |                      |  |

| 2 tháng 7 Vòng loại Cúp bóng đá nữ châu Á 2026 | Mông Cổ | v | Thái Lan | Chiang Mai, Thái Lan |  |
|                                                |         |   |          |                      |  |

| 5 tháng 7 Vòng loại Cúp bóng đá nữ châu Á 2026 | Ấn Độ | v | Thái Lan | Chiang Mai, Thái Lan |  |
|                                                |       |   |          |                      |  |

Nguồn: Soccerway.com

## Đội hình
Danh sách 27 cầu thủ sau đây đã được triệu tập cho các trận giao hữu với  Nepal vào ngày 02 tháng 06 năm 2025.
| Số | VT | Cầu thủ                | Ngày sinh (tuổi)  | Trận | Bàn | Câu lạc bộ                    |
| -- | -- | ---------------------- | ----------------- | ---- | --- | ----------------------------- |
|    | TM | Thichanan Sodchuen     | 1 tháng 2, 2003   |      |     | BGC–College of Asian Scholars |
|    | TM | Pawarisa Homyamyen     | 31 tháng 1, 2004  |      |     | Chonburi                      |
|    | TM | Tiffany Sornpao        | 22 tháng 5, 1998  |      |     | Brøndby                       |
|    |    |                        |                   |      |     |                               |
|    | HV | Kanjanaporn Saengkoon  | 18 tháng 7, 1996  |      |     | BGC–College of Asian Scholars |
|    | HV | Uraiporn Yongkul       | 17 tháng 8, 1998  |      |     | BGC–College of Asian Scholars |
|    | HV | Supaporn Intaraprasit  | 18 tháng 2, 2004  |      |     | Chonburi                      |
|    | HV | Thanchanok Cheunarom   | 30 tháng 6, 2006  |      |     | Chonburi                      |
|    | HV | Natcha Kaewanta        | 3 tháng 12, 2006  |      |     | Chonburi                      |
|    | HV | Sakuna Senabuth        | 8 tháng 9, 1995   |      |     | Bangkok                       |
|    | HV | Chatchawan Rodthong    | 22 tháng 6, 2002  |      |     | Bangkok                       |
|    | HV | Panitha Jiratanaphibun | 27 tháng 6, 2004  |      |     | Guangxi Pingguo               |
|    |    |                        |                   |      |     |                               |
|    | TV | Pluemjai Sontisawat    | 20 tháng 7, 2003  |      |     | Chonburi                      |
|    | TV | Thawanrat Promthongmee | 29 tháng 11, 2004 |      |     | Chonburi                      |
|    | TV | Pattaranan Aupachai    | 9 tháng 7, 2002   |      |     | Chonburi                      |
|    | TV | Wiranya Kwaenkasikarm  | 7 tháng 7, 2005   |      |     | Chonburi                      |
|    | TV | Preawa Nudnabee        | 27 tháng 6, 2004  |      |     | Bangkok                       |
|    | TV | Pichayatida Manowang   | 17 tháng 11, 2006 |      |     | Bangkok                       |
|    | TV | Ploychompoo Somnuek    | 26 tháng 12, 2002 |      |     | Bangkok                       |
|    | TV | Nutwadee Pram-nak      | 9 tháng 10, 2000  |      |     | Nagano Parceiro               |
|    | TV | Rhianne Rush           | 9 tháng 1, 2003   |      |     | Rugby Borough                 |
|    |    |                        |                   |      |     |                               |
|    | TĐ | Orapin Waenngoen       | 7 tháng 10, 1995  |      |     | BGC–College of Asian Scholars |
|    | TĐ | Kanyanat Chetthabutr   | 24 tháng 9, 1999  |      |     | BGC–College of Asian Scholars |
|    | TĐ | Janista Jinantuya      | 9 tháng 9, 2003   |      |     | Bangkok                       |
|    | TĐ | Kanchanathat Poomsri   | 17 tháng 1, 2003  |      |     | Kasem Bundit University       |
|    | TĐ | Saowalak Peng-ngam     | 30 tháng 11, 1996 |      |     | Taichung Blue Whale           |
|    | TĐ | Jiraporn Mongkoldee    | 13 tháng 8, 1998  |      |     | Guangxi Pingguo               |
|    | TĐ | Madison Jade Casteen   | 24 tháng 10, 2007 |      |     | NC Courage Academy            |

### Từng triệu tập
| Vt | Cầu thủ                   | Ngày sinh (tuổi)  | Số trận | Bt | Câu lạc bộ                        | Lần cuối triệu tập                       |
| --- | ------------------------- | ----------------- | ------- | -- | --------------------------------- | ---------------------------------------- |
| TM | Yada Sengyong             | 10 tháng 8, 1993  |         |    | Nakhon Si Thammarat Sports School | Pink Ladies Cup 2025                     |
| TM | Panita Phomrat            | 20 tháng 8, 1998  |         |    | BGC–College of Asian Scholars     | Tập huấn; 20–25 tháng 1 năm 2025         |
| TM | Jidapa Phara              | 11 tháng 4, 2003  |         |    | BGC–College of Asian Scholars     | v. México; 29 tháng 10 năm 2024          |
| |                           |                   |         |    |                                   |                                          |
| HV | Saranya Lamee             | 30 tháng 6, 2004  |         |    | BGC–College of Asian Scholars     | Pink Ladies Cup 2025                     |
| HV | Tamonwan Raksaphakdi      | 24 tháng 2, 2000  |         |    | BGC–College of Asian Scholars     | Pink Ladies Cup 2025                     |
| HV | Parichat Thongrong        | 14 tháng 5, 2006  |         |    | Nakhon Si Thammarat Sports School | Pink Ladies Cup 2025                     |
| HV | Orawan Keereesuwannakul   | 30 tháng 6, 1997  |         |    | Chonburi                          | Pink Ladies Cup 2025                     |
| HV | Matilda Pailin Mortensson | 21 tháng 9, 2005  |         |    | Varbergs BoIS                     | Giải đấu quốc tế Vĩnh Xuyên 2025         |
| HV | Phornphirun Philawan      | 8 tháng 4, 1999   |         |    | BGC–College of Asian Scholars     | Tập huấn; 20–25 tháng 1 năm 2025         |
| HV | Pitsamai Sornsai          | 19 tháng 1, 1989  |         |    | Taichung Blue Whale               | v. México; 29 tháng 10 năm 2024          |
| HV | Tipkritta Onsamai         | 17 tháng 6, 2000  |         |    | BGC–College of Asian Scholars     | v. Venezuela; 23 tháng 10 năm 2024 INJ   |
| HV | Pinyapat Klinklai         | 26 tháng 1, 2008  |         |    | Nakhon Si Thammarat Sports School | v. Đài Bắc Trung Hoa; 4 tháng 8 năm 2024 |
| |                           |                   |         |    |                                   |                                          |
| TV | Nipawan Panyosuk          | 15 tháng 3, 1995  |         |    | Chonburi                          | Giải đấu quốc tế Vĩnh Xuyên 2025         |
| TV | Rasita Taubao             | 6 tháng 6, 2007   |         |    | Chonburi                          | Giải đấu quốc tế Vĩnh Xuyên 2025         |
| TV | Sirikan Phayaknet         | 11 tháng 6, 1998  |         |    | Bangkok                           | Pink Ladies Cup 2025                     |
| TV | Thanchanok Jansri         | 24 tháng 12, 2004 |         |    | Chonburi                          | Pink Ladies Cup 2025                     |
| TV | Achiraya Yingsakul        | 13 tháng 12, 2007 |         |    | Chonburi                          | Pink Ladies Cup 2025 PRE                 |
| TV | Silawan Intamee           | 22 tháng 1, 1994  |         |    | Taichung Blue Whale               | Tập huấn; 20–25 tháng 1 năm 2025         |
| TV | Pikul Khueanpet           | 20 tháng 9, 1988  |         |    | BGC–College of Asian Scholars     | Tập huấn; 20–25 tháng 1 năm 2025         |
| |                           |                   |         |    |                                   |                                          |
| TĐ | Kurisara Limpawanich      | 5 tháng 2, 2009   |         |    | BGC–College of Asian Scholars     | Giải đấu quốc tế Vĩnh Xuyên 2025         |
| TĐ | Taneekarn Dangda          | 15 tháng 12, 1992 |         |    | Nagano Parceiro                   | Pink Ladies Cup 2025                     |
| TĐ | Sunisa Suksri             | 28 tháng 11, 1995 |         |    | BGC–College of Asian Scholars     | Pink Ladies Cup 2025 PRE                 |
| INJ Rút lui vì chấn thương PRE Chỉ nằm trong danh sách sơ bộ RET Từ giã đội tuyển quốc gia SUS Rút lui vì án treo giò WD Rút lui vì lý do không liên quan đến chấn thương |                           |                   |         |    |                                   |                                          |